# Epoja
Época (en ruso Эпо́ха, Epoja) fue una revista literaria rusa publicada entre 1864 y 1865 por Fiódor Dostoyevski y su hermano Mijáil.

## Historia
Era editada en San Petersburgo. Los dos primeros números de Época, correspondientes a los meses de enero y febrero de 1864, fueron publicados en marzo de ese mismo año. En la revista aparecieron la novela Memorias del subsuelo y el cuento «El cocodrilo», que se interpretó como un ataque, en forma de parodia, contra Nikolái Chernyshevski. También aparecieron en sus páginas artículos de Nikolái Strájov y relatos de autores como Iván Turguénev y Nikolái Leskov, entre otros.
Fiódor se convertiría en redactor-jefe tras la muerte de su hermano en julio de 1864, año en que también fallecieron su mujer y su amigo Apollon Grigoriev. Puso fin a la revista en febrero de 1865 por serios problemas de índole financiera.